# Composiet B
Composiet B, in het spraak- en schrijfgebruik vaak afgekort tot "Comp B", is een explosief bestaande uit een mengsel van RDX en TNT. Het wordt toegepast als explosief in granaten voor de artillerie, raketten, landmijnen, handgranaten en verschillende andere typen munitie.  Het mengsel is ook toegepast in de explosielenzen in de eerste Amerikaanse kernwapens.
De standaard (gewichts)samenstelling is 59,5% RDX (detonatiesnelheid: 8750 m/s) en 39,4% TNT (detonatiesnelheid: 6900 m/s), gestabiliseerd met 1% paraffine. Meestal wordt naar deze samenstelling verwezen via: "60/40 RDX/TNT met 1% wax toegevoegd".

## Eigenschappen
- Dichtheid: 1,65 g/cm³
- Detonatiesnelheid: 8050 m/s

## Toepassingen
Composiet B is ontzettend veel gebruikt door de westerse landen en was het standaard-explosief vanaf het begin van de Tweede Wereldoorlog tot in de jaren 50 van de 20e eeuw. Vanaf die tijd werd het vervangen door een minder gevoelig explosief, zoals composiet H6.
Composiet B is chemisch verwant aan cyclotol, waarin echter een hoger percentage RDX voorkomt (tot 75%).
Nu (2013) wordt composiet B langzaamaan vervangen door IMX-101 en IMX-104.